# 藻琴駅
藻琴駅（もことえき）は、北海道網走市字藻琴にある北海道旅客鉄道（JR北海道）釧網本線の駅である。駅番号はB77。事務管理コードは▲111620。

## 歴史

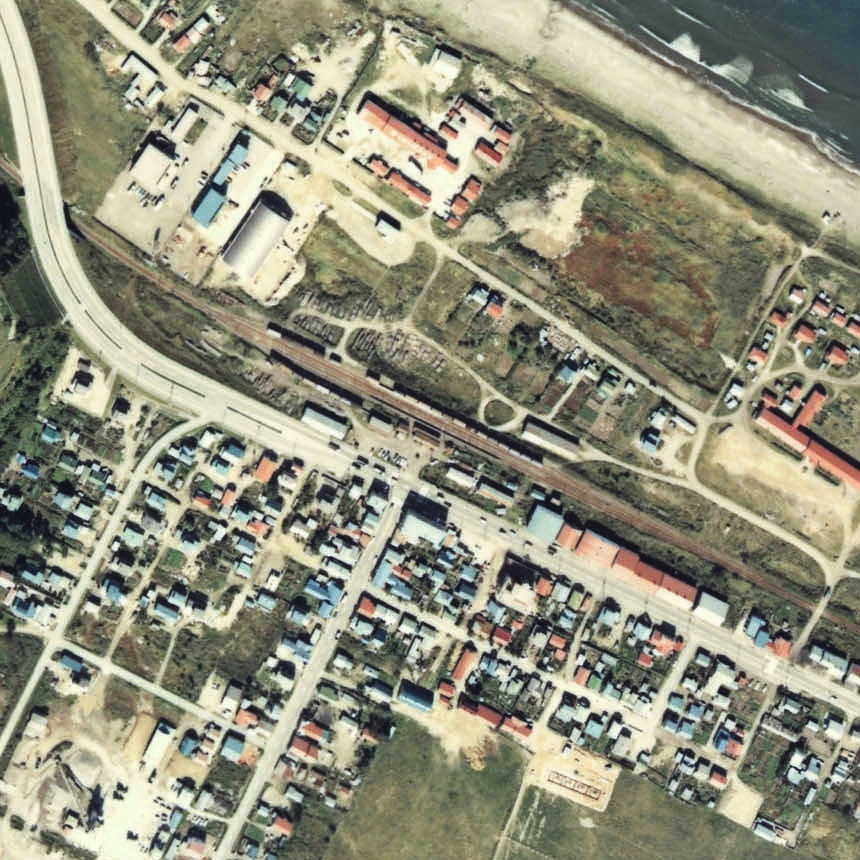
1977年の藻琴駅と周囲約500m範囲。左が網走方面。判り難いが、相対式ホーム2面2線と外側に副本線を有している。元は駅舎側の単式ホーム1面のみであったが、戦後に島式ホームが増設された。このホームは副本線に止まっている貨物列車横に細く白いボヤけた線で写っていて、駅舎前の構内踏切がそのホームの釧路側端に連絡している。駅舎側ホームの半分の長さしか無く、仮乗降場スタイルである。その他、駅舎横の網走側に貨物ホームと引込み線を持っている。
東藻琴村営軌道は、駅前右手に幾つかの側線と小さな転車台を有する乗降場を置いていた。軌道は本駅前を横切ると貨物ホームのヤードに見えるウグイス色の屋根の建家を挟んで分岐し、一本は貨物支線として本駅の貨物ヤードへ並行するように敷かれ、もう片方の本線はそのまま直進して左へ一旦向かった後、国道をカーブを描いて横切り、南南西へ向かった。写真中央左から左下隅へ向かう道路が軌道跡で、そのまま道路に置き換わっている。
貨物荷物取扱い廃止後、貨物線は撤去され、本線も駅舎側に棒線化されたが、釧路側の駅裏に保線用引込み線が逆方向に敷かれた。

### 年表
- 1924年（大正13年）11月15日：国有鉄道の駅として開業[3]。一般駅。
- 1935年（昭和10年）10月11日：旧東藻琴村までの殖民軌道が開通。
- 1961年（昭和36年）10月5日：東藻琴村営軌道の藻琴 - 東藻琴間廃止。
- 1982年（昭和57年）9月10日：貨物取扱い廃止[4]。
- 1984年（昭和59年）2月1日：荷物取扱い廃止[5]。
- 1986年（昭和61年）11月1日：交換設備を廃止し閉塞扱い、駅員配置を終了[6]。簡易委託化。
- 1987年（昭和62年）4月1日：国鉄分割民営化により、北海道旅客鉄道（JR北海道）の駅となる[7]。
- 1992年（平成4年）4月1日：簡易委託廃止、完全無人化。
- 2007年（平成19年）：同年と翌2008年（平成20年）にデュアル・モード・ビークルの試験的営業運行を当駅と浜小清水駅の間で実施。
- 2023年（令和5年）10月30日：同日を以って駅舎旧事務室に入居していた喫茶店「軽食&喫茶 トロッコ」が閉店[8]。
  - 店内には、だるまストーブと鉄道グッズが並べられていた[9][10][10]。「トロッコ」という屋号は前述の殖民軌道から付けられた[10]。

### 駅名の由来
現在の藻琴湖（藻琴沼）のアイヌ語名に由来する地名であるが、現在では語義不明となっており、いくつかの解釈が出されている。
| アイヌ語                     | アイヌ語   | 意味           | 由来 |
| カタカナ表記（アコㇿイタㇰ） | ラテン翻字 | 意味           | 由来 |
| ---------------------------- | ---------- | -------------- | --- |
| モコト                       | 不明       | 小沼           | 永田方正による解釈。後年山田秀三により「モ（小）、トー（沼）は分かるが、間のコをどう読んだのか分からない」と評されている。 |
| ムㇰト                       | muk-to     | 塞がる・沼     | 知里真志保が参加した『北海道駅名の起源』（1950年版）における解釈。 |
| モコㇽト                     | mokor-to   | 眠っている・沼 | 知里真志保が参加した『網走市地名解』における解釈。湖が山に囲まれていて波が静かであるから、としての解釈。これが、転訛し「モコット（mokotto）」となって現在の形になったのではないか、としている。                                          |
| ポコㇽト                     | po-kor-to  | 子・持つ・沼   | 知里真志保が参加した『北海道駅名の起源』（1954年版）における解釈。これが「ポコット（pokotto）」に転訛して現在の形になったのではないか、としている。 山田秀三は、知里が湖の東岸にあるごく小さな沼に着目したものではないかと推察している。 |

## 駅構造
単式ホーム1面1線を持つ地上駅。かつては相対式ホーム2面2線、副本線および貨物ホームを有していた。知床斜里駅管理の無人駅である。
駅舎は多少改修が施されているが開業当時のものが使われている。

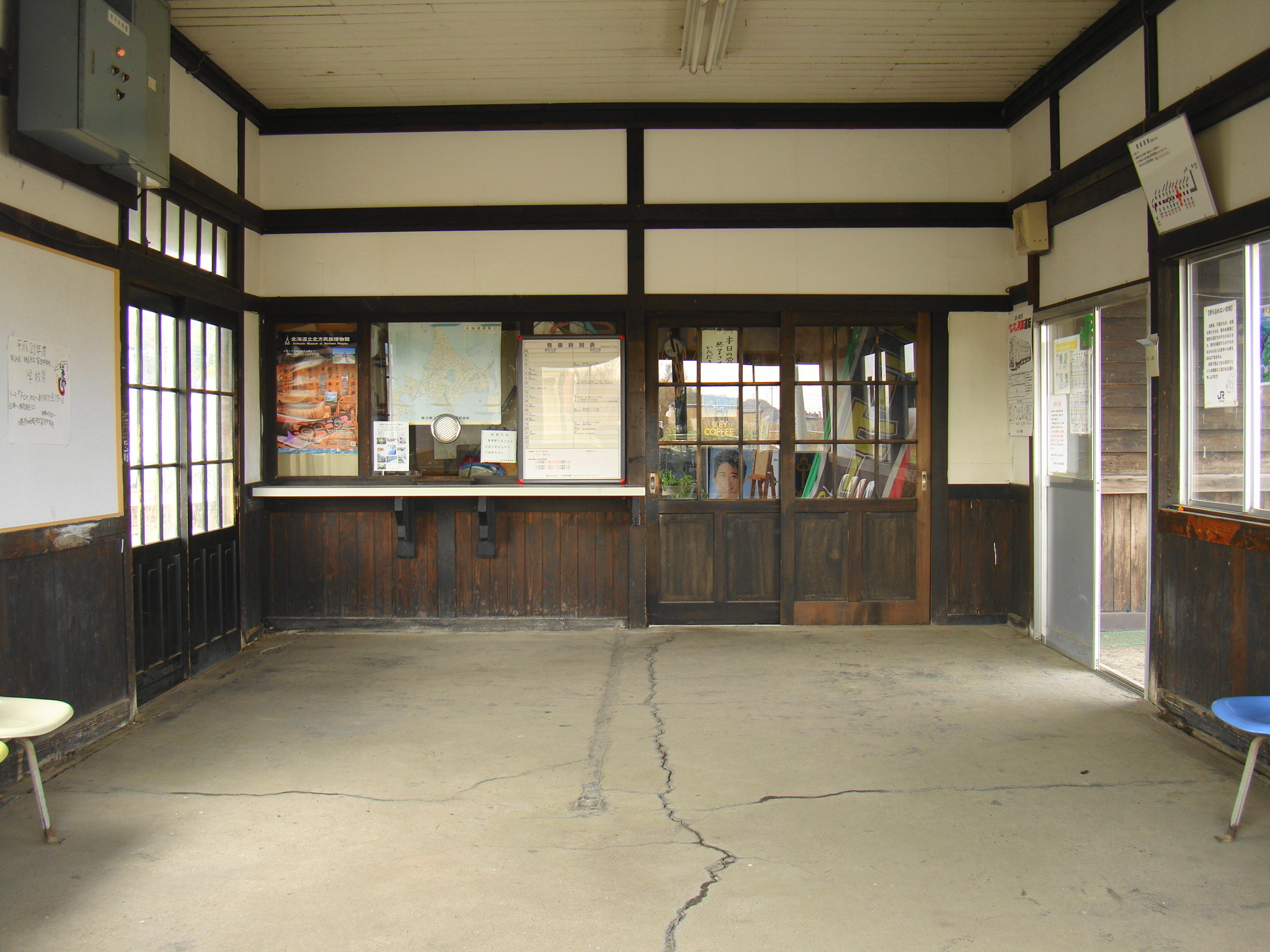
待合室（2009年10月）
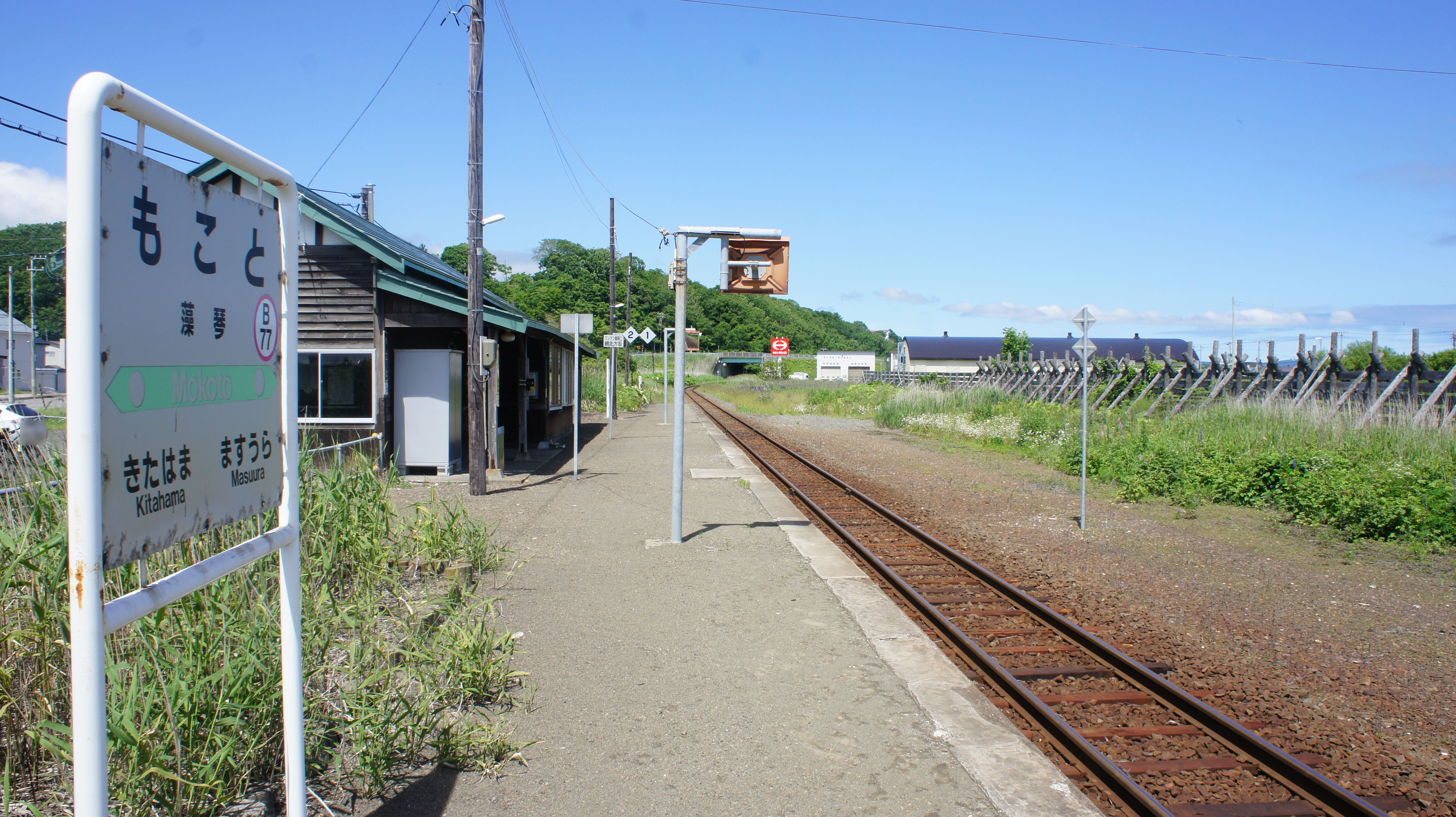
ホーム（2018年7月）
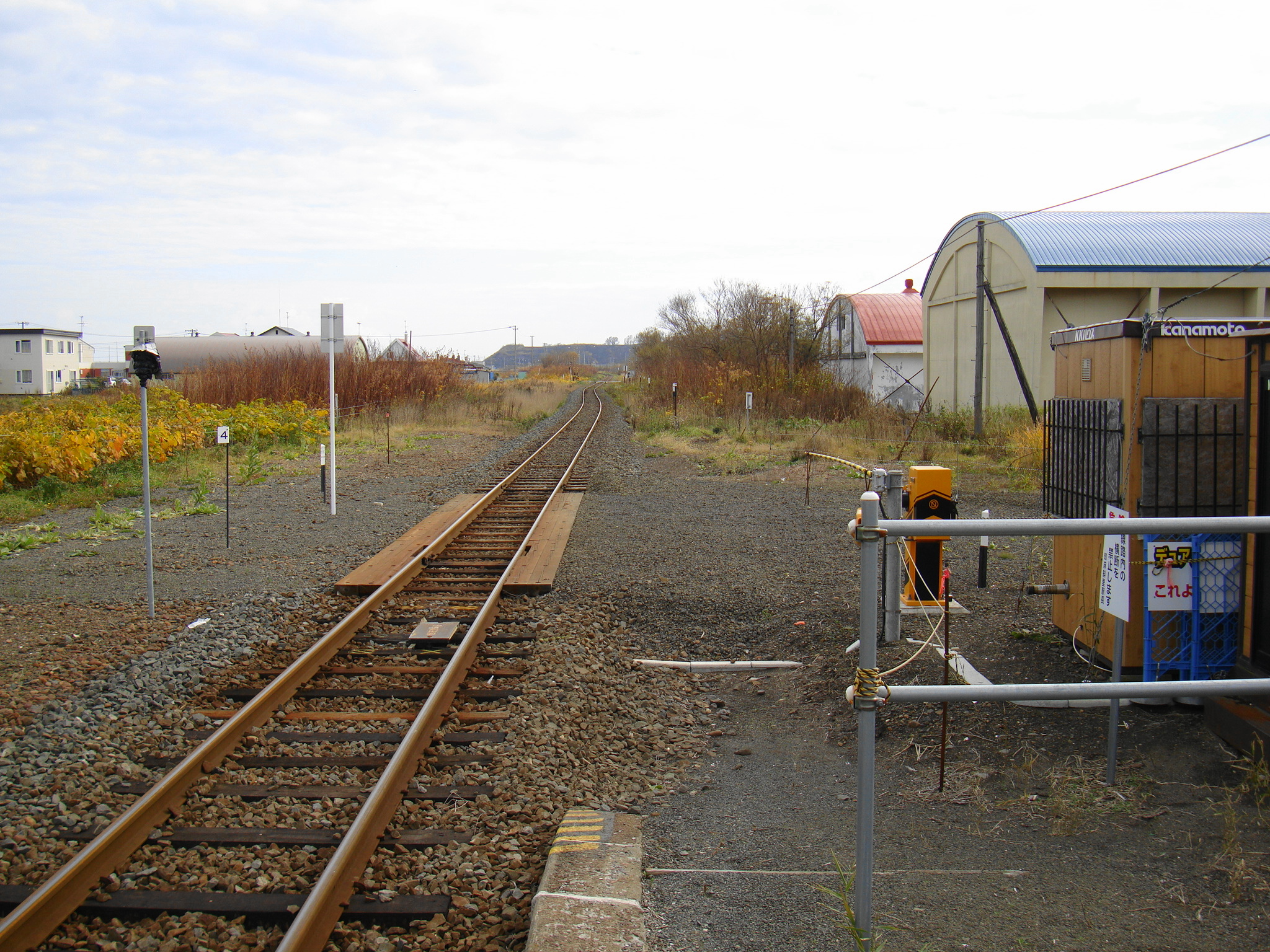
かつてあった、DMVのインターチェンジ（2009年10月）
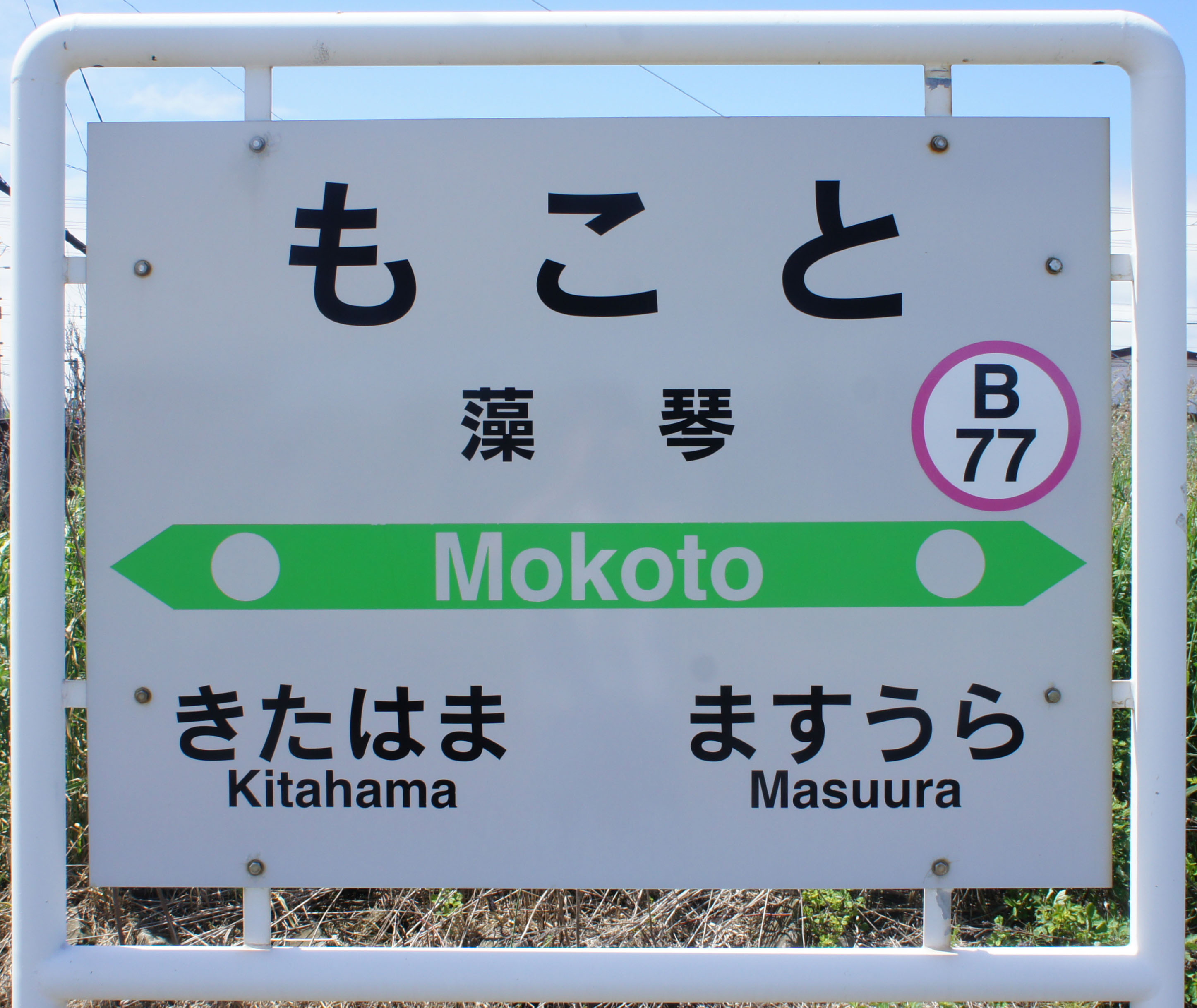
駅名標（2018年7月）

## 利用状況
乗車人員の推移は以下のとおり。年間の値のみ判明している年については、当該年度の日数で除した値を括弧書きで1日平均欄に示す。乗降人員のみが判明している場合は、1/2した値を括弧書きで記した。
また、「JR調査」については、当該の年度を最終年とする過去5年間の各調査日における平均である。
| 年度               | 乗車人員 | 乗車人員 | 乗車人員 | 出典       | 備考 |
| 年度               | 年間     | 1日平均  | JR調査   | 出典       | 備考 |
| ------------------ | -------- | -------- | -------- | ---------- | ---- |
| 1978年（昭和53年） |          | 65       |          | [ 15 ]     |      |
| 2016年（平成28年） |          |          | 15.4     | [ JR北 1 ] |      |
| 2017年（平成29年） |          |          | 13.8     | [ JR北 2 ] |      |
| 2018年（平成30年） |          |          | 13.2     | [ JR北 3 ] |      |
| 2019年（令和元年） |          |          | 13.0     | [ JR北 4 ] |      |
| 2020年（令和02年） |          |          | 12.8     | [ JR北 5 ] |      |
| 2021年（令和03年） |          |          | 13.4     | [ JR北 6 ] |      |
| 2022年（令和04年） |          |          | 11.8     | [ JR北 7 ] |      |
| 2023年（令和05年） |          |          | 10.6     | [ JR北 8 ] |      |

## 駅周辺
オホーツク海に近く、国道・北海道道沿いや駅裏手に集落や工場などがある。主要道の交差点に位置するため交通量は多い。
- 国道244号・北海道道102号網走川湯線
- 網走警察署藻琴駐在所
- 藻琴郵便局
- 網走市立第四中学校
- 網走市立東小学校
- 日本フードパッカー道東工場（日本ハム関連会社）
- 東北海道日野自動車網走営業所
- 藻琴湖

### バス路線
駅前を通る国道244号上に網走バス、網走観光交通「藻琴駅前」バス停があり以下の路線が停車する。
網走バス
- 小清水線：小清水方面、網走駅方面[17]

網走観光交通
- 網走 東藻琴線：東藻琴方面、網走駅方面[18]

## 隣の駅
北海道旅客鉄道（JR北海道）
■釧網本線
鱒浦駅 (B78) - 藻琴駅 (B77) - 北浜駅 (B76)

### JR北海道
1. ↑  「釧網線（東釧路・網走間）」（PDF）『線区データ（当社単独では維持することが困難な線区）』、北海道旅客鉄道、2017年12月8日。オリジナルの2017年12月9日時点におけるアーカイブ。2017年12月10日閲覧。
2. ↑  「釧網線（東釧路・網走間）」（PDF）『線区データ（当社単独では維持することが困難な線区）(地域交通を持続的に維持するために)』、北海道旅客鉄道株式会社、3頁、2018年7月2日。オリジナルの2018年8月19日時点におけるアーカイブ。2018年8月19日閲覧。
3. ↑  “釧網線（東釧路・網走間）” (PDF). 線区データ（当社単独では維持することが困難な線区）(地域交通を持続的に維持するために).   北海道旅客鉄道. p. 3 (2019年10月18日). 2019年10月18日時点のオリジナルよりアーカイブ。2019年10月18日閲覧。
4. ↑  “釧網線（東釧路・網走間）” (PDF). 地域交通を持続的に維持するために > 輸送密度200人以上2,000人未満の線区（「黄色」8線区）.   北海道旅客鉄道. p. 3 (2020年10月30日). 2020年11月2日時点のオリジナルよりアーカイブ。2020年11月2日閲覧。
5. ↑  “駅別乗車人員  特定日調査（平日）に基づく”.   北海道旅客鉄道. 2022年8月3日時点のオリジナルよりアーカイブ。2022年8月14日閲覧。
6. ↑  “駅別乗車人員  特定日調査（平日）に基づく”.   北海道旅客鉄道. 2022年9月3日時点のオリジナルよりアーカイブ。2022年9月3日閲覧。
7. ↑  “駅別乗車人員  特定日調査（平日）に基づく”.   北海道旅客鉄道. 2023年11月10日時点のオリジナルよりアーカイブ。2023年11月10日閲覧。
8. ↑  “駅別乗車人員  特定日調査（平日）に基づく”.   北海道旅客鉄道 (2024年). 2024年9月9日時点のオリジナルよりアーカイブ。2024年9月9日閲覧。